# 李廷玉

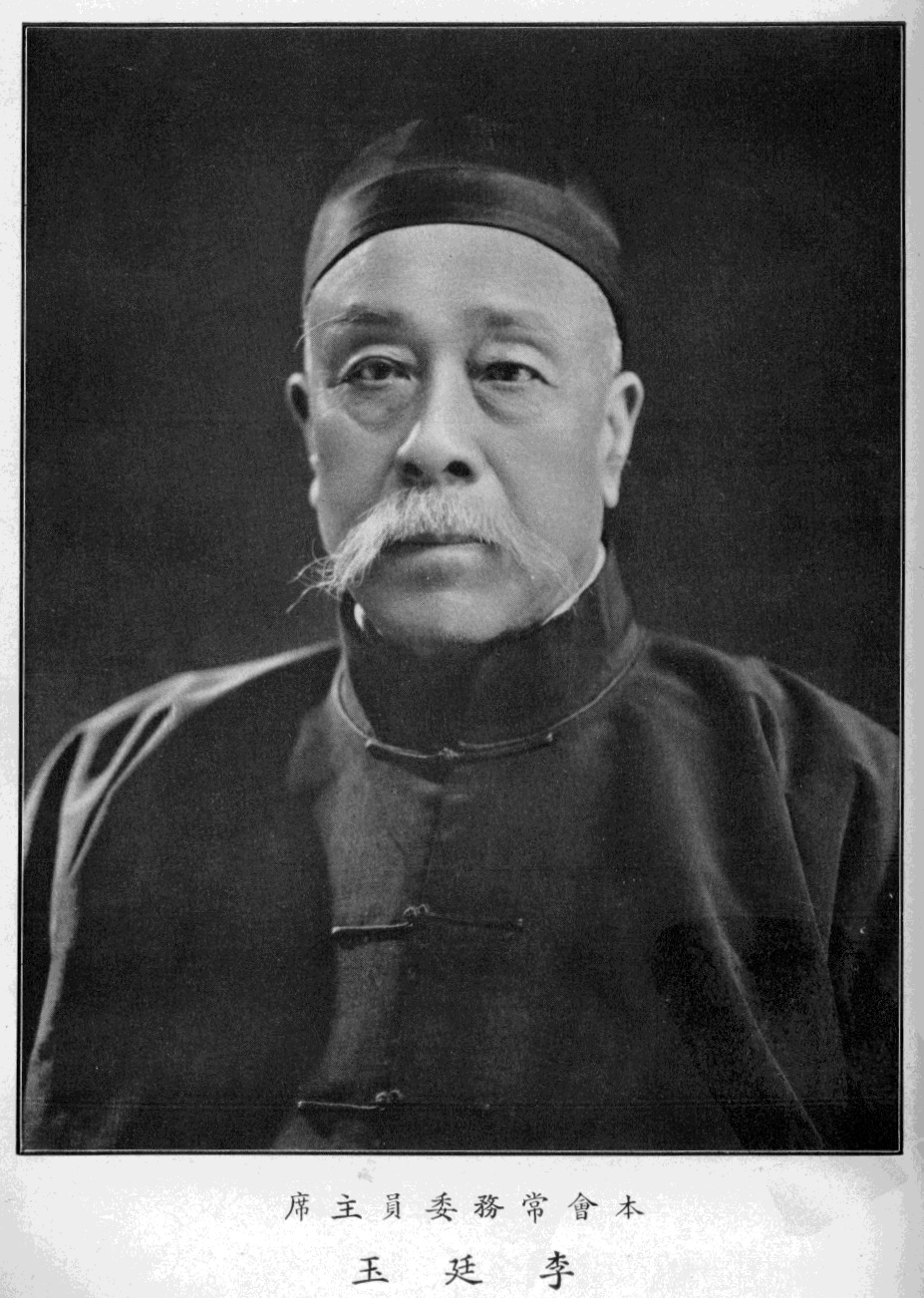

李廷玉（1869年—1952年），字实忱，直隶天津人。中华民国政治人物。

## 生平
李廷玉毕业于北洋将弁学堂。清朝末年，历任京畿督练处谘议，河间秋操裁判官、陆军部检查官、南京兵备处总办兼警察总办。1911年辛亥革命爆发后，李廷玉协助张勋、铁良守南京。
中华民国成立后，历任外蒙古乌里雅苏台将军署参赞和察哈尔军务帮办。1913年，随北洋陆军第六师师长李纯赴江西镇压二次革命，任九江镇守使，升为中将。后来，李廷玉任襄办江西军务、赣南镇守使等职。1914年，李廷玉任袁世凯模范团总参议、筹安会参议。1917年，任江苏督军公署参议。1922年，任江西省省长，不久辞职，到天津寓居。
1932年，李廷玉创立国学研究社，并任社长。1935年12月11日至1937年4月2日，任冀察政务委员会委员。
1937年七七事变后，李廷玉闭门著书，自1940年起写作《农书》三册。同时，他和重庆国民政府有联系，参与了在天津密设党政军联合办事处地下组织的活动，以“张永安”为化名，接受了华北宣抚主任的名义，从事分化日伪方面并准备抗日战争胜利后接收天津的工作。
1952年，李廷玉逝世。